# Jaida Parker
Tiana Lillian Marie Caffey (Port St. Lucie, 12 de fevereiro de 1999) é uma lutadora profissional americana e ex-jogadora de futebol. Ela trabalha atualmente para a WWE, onde atua na marca NXT sob o nome de ringue Jaida Parker, e é membro do grupo Out the Mud (OTM).

## Início de vida
Caffey frequentou a Universidade do Estado da Luisiana com especialização em Cinesiologia. Ela também jogou futebol como parte do programa esportivo da LSU e foi convocada para jogar pela Seleção Nacional de Futebol Sub-17 dos EUA.

## Carreira na luta livre profissional
Em 16 de agosto de 2022, Caffey foi anunciado como tendo assinado com a WWE como parte do WWE Performance Center junto com outros 16 recrutas. Ela fez sua estreia no ringue em 28 de outubro de 2022, no evento ao vivo do NXT em uma battle royal para determinar a desafiante número #1 pelo Campeonato Feminino do NXT, que foi vencida por Thea Hail. Em 25 de março de 2023, ela teve sua primeira luta individual em um evento ao vivo do NXT, perdendo para Kayden Carter.
Em setembro, agora sob o nome de ringue Jaida Parker, ela foi anunciada como participante do Torneio NXT Breakout Feminino. Ela foi derrotada na primeira rodada por Karmen Petrovic em sua primeira luta individual na televisão no episódio de 17 de outubro do NXT. No episódio de 9 de janeiro de 2024 do NXT, Parker abordou SCRYPTS, Bronco Nima e Lucien Price da OTM (Out The Mud) oferecendo seus serviços ao grupo que eles aceitaram. OTM iria rivalizar com Tony D'Angelo, Channing "Stacks" Lorenzo e Adriana Rizzo da The D'Angelo Family, levando a uma luta de trios no NXT Vengeance Day que The Family ganhou. No episódio de 13 de fevereiro do NXT, Parker derrotou Rizzo em uma luta individual, encerrando a rivalidade. No NXT Stand & Deliver, em 6 de abril, a gerente geral do NXT, Ava, anunciou o recém-criado Campeonato Norte-Americano Feminino do NXT, e Parker foi uma das 12 participantes principais do combine preliminar para competir por uma vaga na luta de escadas para coroar a campeã inaugural no NXT Battleground No episódio de 21 de maio do NXT, Parker derrotou Brinley Reece para garantir uma vaga no NXT Battleground, mas não conseguiu vencer o título no evento. No episódio de 20 de agosto do NXT, Parker venceu uma luta gauntlet seis mulheres para garantir uma luta contra Roxanne Perez pelo Campeonato Feminino do NXT no NXT No Mercy. No evento, em 1º de setembro, Parker não conseguiu vencer o título de Perez. Logo depois, Parker iniciou uma rivalidade com Lola Vice, que culminou em uma luta NXT Underground no NXT Deadline, em 7 de dezembro, onde ela perdeu.
Em 1º de fevereiro de 2025, Parker competiu no Royal Rumble feminino, entrando como a participante número 16 antes de ser eliminada por Jordynne Grace.

## Vida pessoal
Caffey é prima do ex-jogador de basquete Jason Caffey, que jogou pelo Chicago Bulls na década de 1990.

## Títulos e prêmios
- Pro Wrestling Illustrated
  - PWI a colocou na #90ª posição das 250 melhores lutadoras individuais no PWI Women's 250 em 2024[26]